# Federació Colombiana de Futbol
La Federació Colombiana de Futbol (FCF), també coneguda com a Colfútbol, és l'òrgan que regeix el futbol i el futbol sala de Colòmbia. Va ser fundada el 1924 i està afiliada a la Confederació Sud-americana de Futbol (CONMEBOL) i a la Federació Internacional de Futbol Associació (FIFA) des de 1936. La FCF és la responsable de les seleccions colombianes de totes les categories, incloses el futbol sala i el futbol platja, i està constituïda per clubs aficionats, clubs professionals i les lligues departamentals. La División Mayor de Fútbol Colombiano (Dimayor) és l'encarregada d'organitzar les lligues nacionals de clubs professionals i la División Aficionada del Fútbol Colombiano (Difútbol) s'encarrega d'organitzar els tornejos de clubs aficionats i juvenils.

## Història
Les arrels del futbol a Colòmbia es remunten al 1900, quan va ser introduït per enginyers anglesos de la Colombia Railways Company, però fins al 1906 no van ser fundats els clubs més importants com el Barranquilla FC, Santander, Juventus i Unión Colombia. El 12 d'octubre de 1924, va néixer la Liga de Fútbol o Liga de Football Atlántico presidida per Emilio Royo i, el 8 de juny de 1936, es va admetre jurídicament la Asociación Colombiana de Futbol (Adefútbol), que va rebre el reconeixement oficial de la Conmebol i la Fifa a petició de Carlos Laffourie Roncallo, que també va presidir el primer consell directiu de l'ACF.
El 27 de juny de 1948, va néixer la Dimayor i, a l'agost del mateix any, es va iniciar el primer campionat professional colombià. El 25 d'octubre de 1951, Colòmbia va ser expulsada de la Fifa per la denúncia de l'Associació del Futbol Argentí segons la qual Colòmbia hauria fitxat irregularment jugadors internacionals argentins com, per exemple, Alfredo Di Stéfano, Néstor Raúl Rossi o Adolfo Pedernera pel Club Deportivo Los Millonarios. El futbol d'aquests anys es va conèixer amb el sobrenom de Época del Dorado. Just tres anys després, l'ACF va ser readmesa per la FIFA.
EL 20 de juny de 1964, es va crear la Federación Colombiana de Fútbol (Fedebol) com a protesta de la Dimayor i deu lligues més a la mala administració de la Adefútbol. El 1966, la FIFA va intervenir el futbol colombià i va nomenar un comitè provisional perquè hi havia dues entitats: Adefútbol i Fedebol El 15 de juny de 1971, la FIFA va acabar amb la interinitat reconeixent la Federació Colombiana de Futbol amb el nou acrònim Colfútbol.

## Organització
La Federació Colombiana de Futbol (Colfútbol) s'encarrega de designar i coordinar les seleccions nacionals de totes les categories. Colfútbol dirigeix la División Mayor del Fútbol Colombiano (Dimayor), que és l'entitat organitzadora dels campionats professionals de clubs, i la División Aficionada del Fútbol Colombiano (Difútbol), entitat que organitza els tornejos regionals i d'aficionats.
A 2019, existeixen un total de trenta-sis clubs professionals de futbol a Colòmbia: vint clubs professionals a la categoria Primera A i setze a la categoria Primera B.